# Pareuptychia metaleuca
Espèce
Pareuptychia metaleuca  est une espèce de lépidoptères (papillons) de la famille des Nymphalidae, de la sous-famille des Satyrinae, de la tribu des Satyrini, de la sous-tribu des Euptychiina et du genre Pareuptychia.

## Dénomination
- L'espèce Pareuptychia metaleuca a été décrit par l'entomologiste français Jean-Baptiste Alphonse Dechauffour de Boisduval en 1870[1], sous le nom initial de Neonympha metaleuca.

### Synonymie
- Neonympha metaleuca Boisduval, 1870 - protonyme
- Euptychia metaleuca (Godman & Salvin, 1880) [2]
- Cissia metaleuca [3]

## Taxinomie
Liste des sous espèces
- Pareuptychia metaleuca metaleuca (Boisduval, 1870)

Synonymie pour cette sous-espèce
Euptychia butleri (Distant, 1876)
- Pareuptychia metaleuca tekolokem (Brévignon, 2005) qui s'est révélé être un synonyme de Pareuptychia binocula[4]

## Description
Pareuptychia metaleuca est un papillon au dessus de couleur blanche avec une large bordure marron au bord costal et au bord externe des ailes antérieures ainsi qu'au bord externe des ailes postérieures avec un point noir à l'angle anal.
Le revers est blanc rayé de marron avec une ligne submarginale d'ocelles ronds cerclés de jaune, trois près de l'apex des ailes antérieures et une ligne entière aux ailes postérieures dont seul celui de l'apex des antérieures, les deux plus proches de l'apex des postérieures et celui proche de l'angle anal sont noirs et pupillés.

## Biologie

### Plantes hôtes
Les plantes hôtes de sa chenille sont des graminées.

## Écologie et distribution
Pareuptychia metaleuca est présent en Amérique du Sud Mexique, Brésil, Guatemala, Costa Rica, Colombie et au Pérou. En Guyane c'est Pareuptychia binocula qui est présent.

### Protection
Pas de statut de protection particulier